# Benita Ferrero-Waldner
Benita Maria Ferrero-Waldner, geboren als Benita Maria Waldner, (Salzburg, 5 september 1948) is een Oostenrijkse diplomaat en politicus. Zij is lid van de conservatieve Österreichische Volkspartei (ÖVP).

## Opleiding en loopbaan
Ferrero-Waldner studeerde rechten aan de Universiteit van Salzburg (1966), waarna ze aan dezelfde universiteit haar doctorstitel haalde (1970). Tot  1983 werkte ze voor bedrijven. In 1984 werd ze diplomate.
Van 1995 tot 2000 was ze Staatssekretärin in twee regeringen van de Sozialdemokratische Partei Österreichs en de Österreichische Volkspartei onder Franz Vranitzky en Viktor Klima. Toen Wolfgang Schüssel kanselier werd van  een coalitieregering van de ÖVP en de ultra-rechtse FPÖ van Jörg Haider in begin 2000 werd ze minister van Buitenlandse Zaken, een functie die ze tot 1 november 2004 bekleedde. Vervolgens was ze vijf jaar Europees commissaris verantwoordelijk voor buitenlandse betrekkingen en het Europees nabuurschapsbeleid.
In september 2009 was Ferrero-Waldner kandidaat voor het ambt van directeur-generaal van de UNESCO, de culturele poot van de Verenigde Naties. Ze werd echter verslagen door de Bulgaarse ex-minister van Buitenlandse Zaken Irina Bokova.
Joaquín Almunia · Catherine Ashton · José Manuel Barroso · Jacques Barrot · Joe Borg · Karel De Gucht · Stavros Dimas · Benita Ferrero-Waldner · Ján Figeľ · Franco Frattini · Mariann Fischer Boel · Dalia Grybauskaitė · Danuta Hübner · Siim Kallas · Meglena Koeneva · László Kovács · Neelie Kroes · Markos Kyprianou · Peter Mandelson · Charlie McCreevy · Louis Michel · Leonard Orban · Andris Piebalgs · Janez Potočnik · Viviane Reding · Olli Rehn · Paweł Samecki · 
Algirdas Šemeta · Vladimír Špidla · Antonio Tajani · Androulla Vassiliou · Günter Verheugen · Margot Wallström